# Karayazı
Karayazı là một huyện thuộc tỉnh Erzurum, Thổ Nhĩ Kỳ. Huyện có diện tích 2594 km² và dân số thời điểm năm 2007 là 34332 người, mật độ 13 người/km².